# Elay
Elay, appelée en allemand Seehof, est une commune suisse du canton de Berne, située dans l'arrondissement administratif du Jura bernois.

## Histoire
De 1797 à 1815, Elay a fait partie de la France, au sein du département du Mont-Terrible, puis, à partir de 1800, du département du Haut-Rhin, auquel le Mont-Terrible fut rattaché. Par décision du congrès de Vienne, le Jura (ancien évêché de Bâle) fut attribué au canton de Berne, en 1815.
À l'instar de La Scheulte (Schelten), Elay prend un nom allemand, en l'occurrence Seehof, en 1914.

## Personnalités
Pierre Kohler, né le 3 février 1964 à Delémont. Homme politique jurassien originaire d'Elay. Ministre de la République et Canton du Jura. Conseiller national suisse.